# Danmark ved vinter-PL 2010
Danmark deltog med tre atleter i to sportsgrene ved vinter-PL 2010 i Vancouver fra 12. til 21. marts. Det danske PL-holds chef de mission var Michael Møllgaard Nielsen og Marianne Maibøll var fanebærer.

## Sportsgrene
Deltagere i følgende sportsgrene:

### Langrend
- Marianne Maibøll, kørestolsbruger.
  - nr. 10 ud af 12 i 10 km – LW 11,5[1] – på 35:36,00 min.
  - nr. 13 ud af 16 i 5 km – LW 11,5 – på 17:35,2 min.
  - nr. 11 ud af 15 i 1 km sprint – LW 11,5 – på 2:47,87 min.

### Skiskydning
- Anne-Mette Bredahl, Blind & Visually Impaired.
  - nr. 8 ud af 11 i 3 km B1[2] på 14:41,20 min.
  - nr. 7 ud af 9 i 12,5 km B1 på 53:23,4 min.
- Monica Berglund  Norge, seende guide for Anne-Mette Bredahl.